# Whitby Abbey
Whitby Abbey was een benedictijner abdij, waarvan thans de ruïne resteert gelegen op de Haggerlythe of de East Cliff te Whitby in North Yorkshire aan de noordoostkust van Engeland.

## Proloog
In 657 loste de christelijke koning Oswiu van Northumbrië een gezworen gelofte in om een klooster bij Streoneshalh (de historische naam van Whitby) te bouwen.
Twee jaar eerder was zijn erfvijand, de heidense koning Penda van Mercia, met een overmachtig leger Northumbrië binnengevallen. Oswiu bad tot God hem de overwinning te schenken waarbij hij de gelofte aflegde zijn dochtertje Ælflæda aan Zijn dienst te zullen wijden en land te schenken om een klooster te bouwen. In de Slag bij Winwaed 15 november 655 werd het leger van Penda vernietigend verslagen. Penda en zijn edelen sneuvelden. Oswiu kwam zijn gelofte na: Het amper één jaar oude dochtertje werd direct na de slag, in eeuwige maagdelijkheid, als bruid aan de Here Jezus gewijd en de koning stelde een stuk grond ter grootte van (en inclusief) tien families ter beschikking, waarop de Northumbrische prinses Vrouwe Hilda, abdis van Hartlepool Abbey een klooster bouwde.

## Cultureel en religieus centrum
Onder invloed van Hilda, die de eerste abdis was geworden, werd Whitby een centrum van geleerdheid en dichtkunst. Het dubbelklooster bood onderdak aan de Saksische- en eerste Engelse dichter Cædmon.
In 664 kwam in de abdij de Synode van Whitby bijeen waarop koning Oswiu een actieve en leidende rol speelde. De Northumbrische kerk nam de Roomse tonsuur en de dito bepaling van de paasdatum aan en plaatste zichzelf daarmee, ten koste van de Keltische rite, onder het gezag van Rome.

## Vernietiging en herbouw
Toen in 867 de Denen Northumbrië binnenvielen en koloniseerden werd de abdij vernietigd en lag het er voor 207 jaar desolaat en vergeten bij. Na de Normandische verovering van Engeland 1066, door Willem de Veroveraar, gaf zijn vazal William de Percy, 1st Baron Percy (†1096) in 1078 de opdracht om de abdij te herstellen. Onder zijn bescherming vestigde de soldaat-monnik Regenfrith (of Reinferd) zich in de ruïne en herbouwde de abdij. Regenfrith droeg de abdij op aan Sint-Petrus en de inmiddels heilige Hilda.

## Epiloog
Het tweede klooster werd in 1540 vernietigd door Hendrik VIII. De gebouwen werden geplunderd voor bouwmateriaal (vooral het daklood was gewild) en het klooster verviel weer tot een ruïne. De formidabele restanten bleven een baken voor zeelui.
Tijdens zijn verblijf in Whitby liet Bram Stoker zich door de abdij inspireren tot het schrijven van Dracula. Aan de voet van de East Cliff liet Stoker Dracula, als een enorme hond, voor het eerst Engelse bodem betreden.

## Foto's

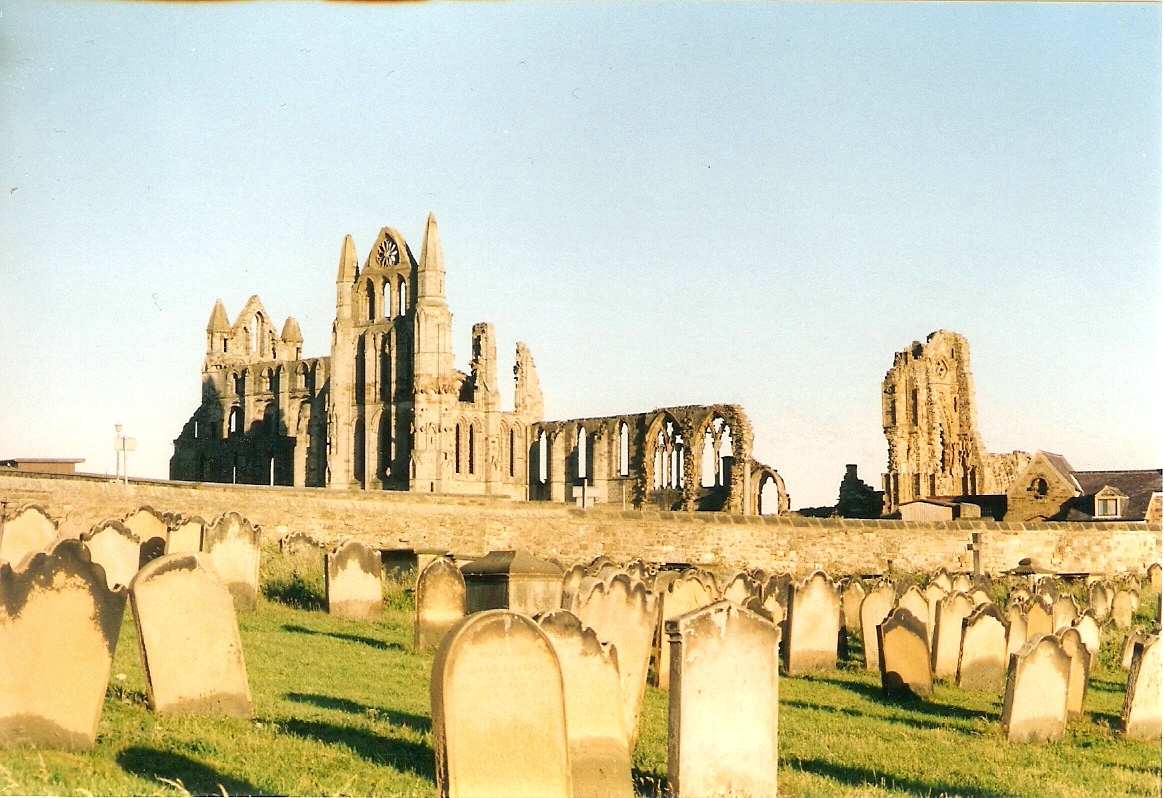
Whitby Abbey vanaf de overkant
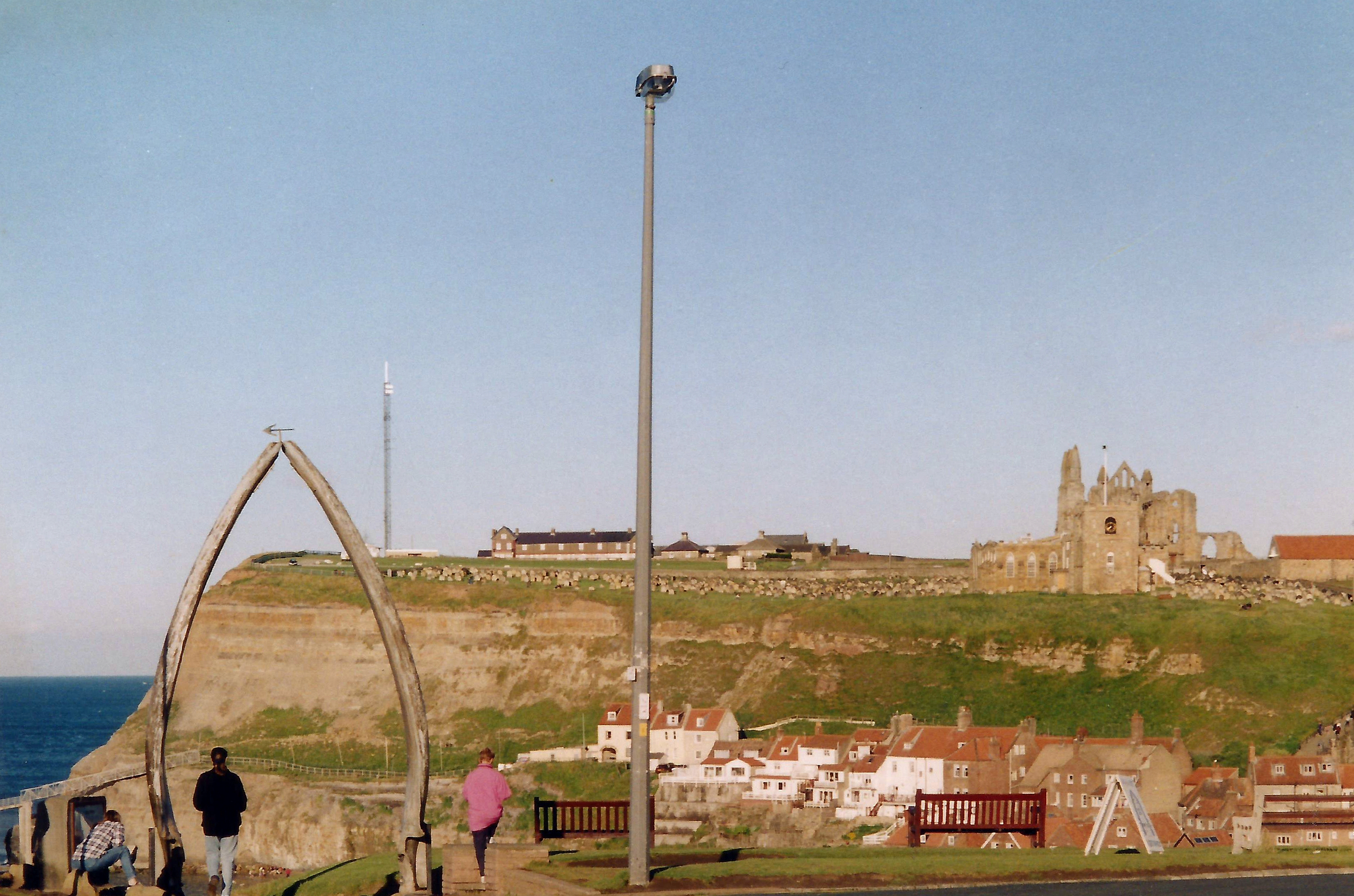
Whitby Abbey met een spitsboog van walviskaken
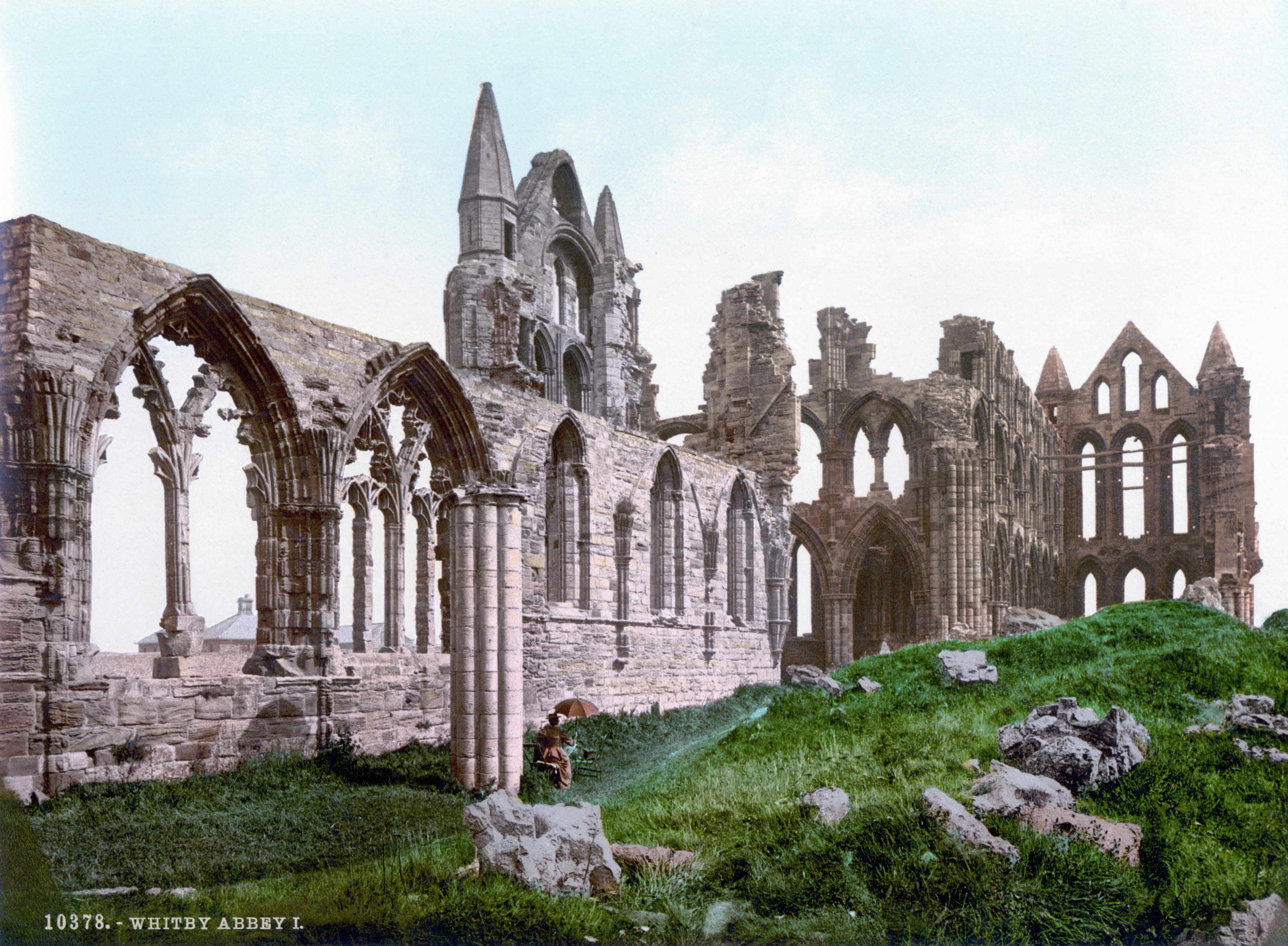
Whitby Abbey in de 19e eeuw
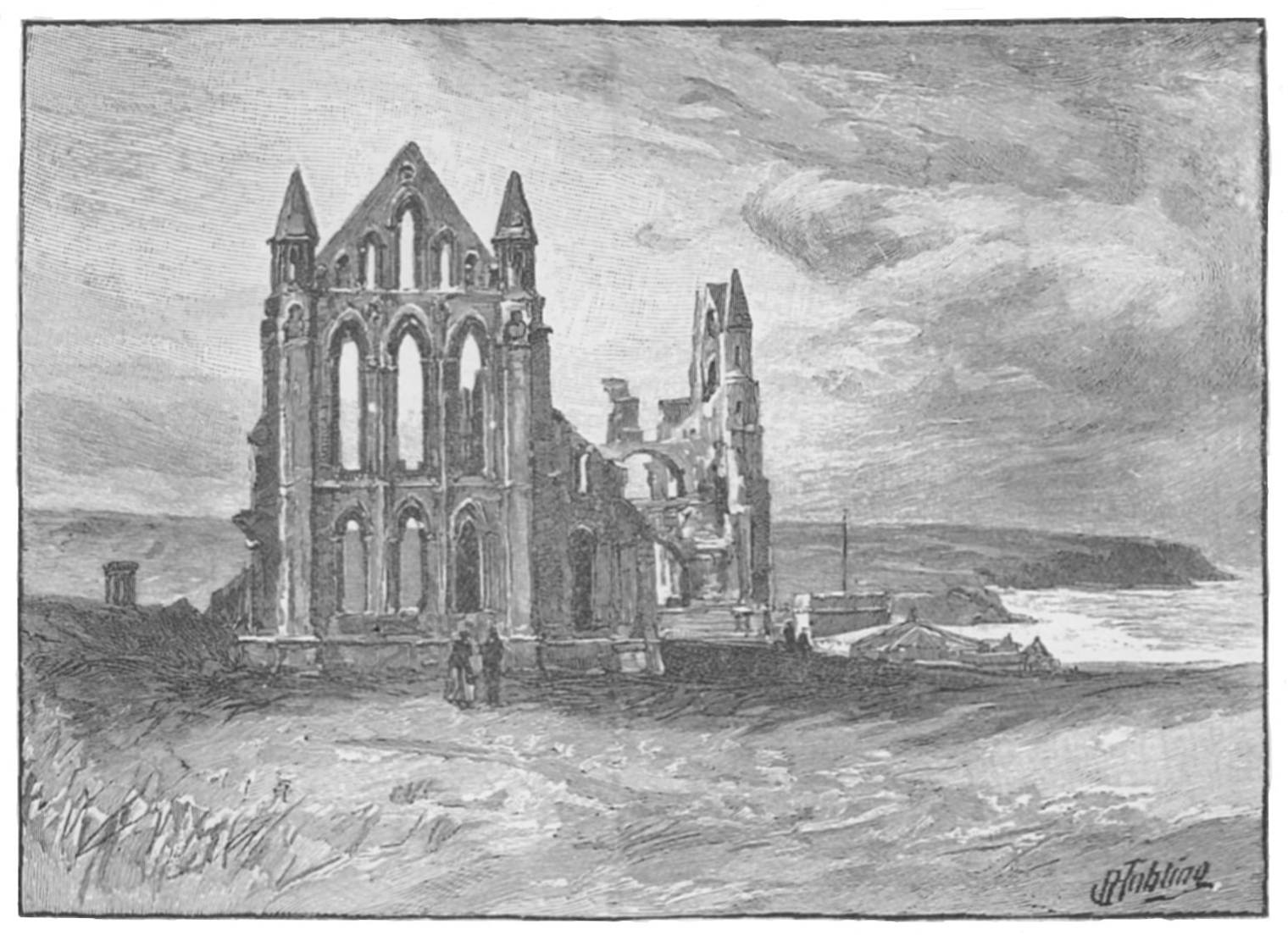
Illustratie uit het Gutenberg project